# 女学校

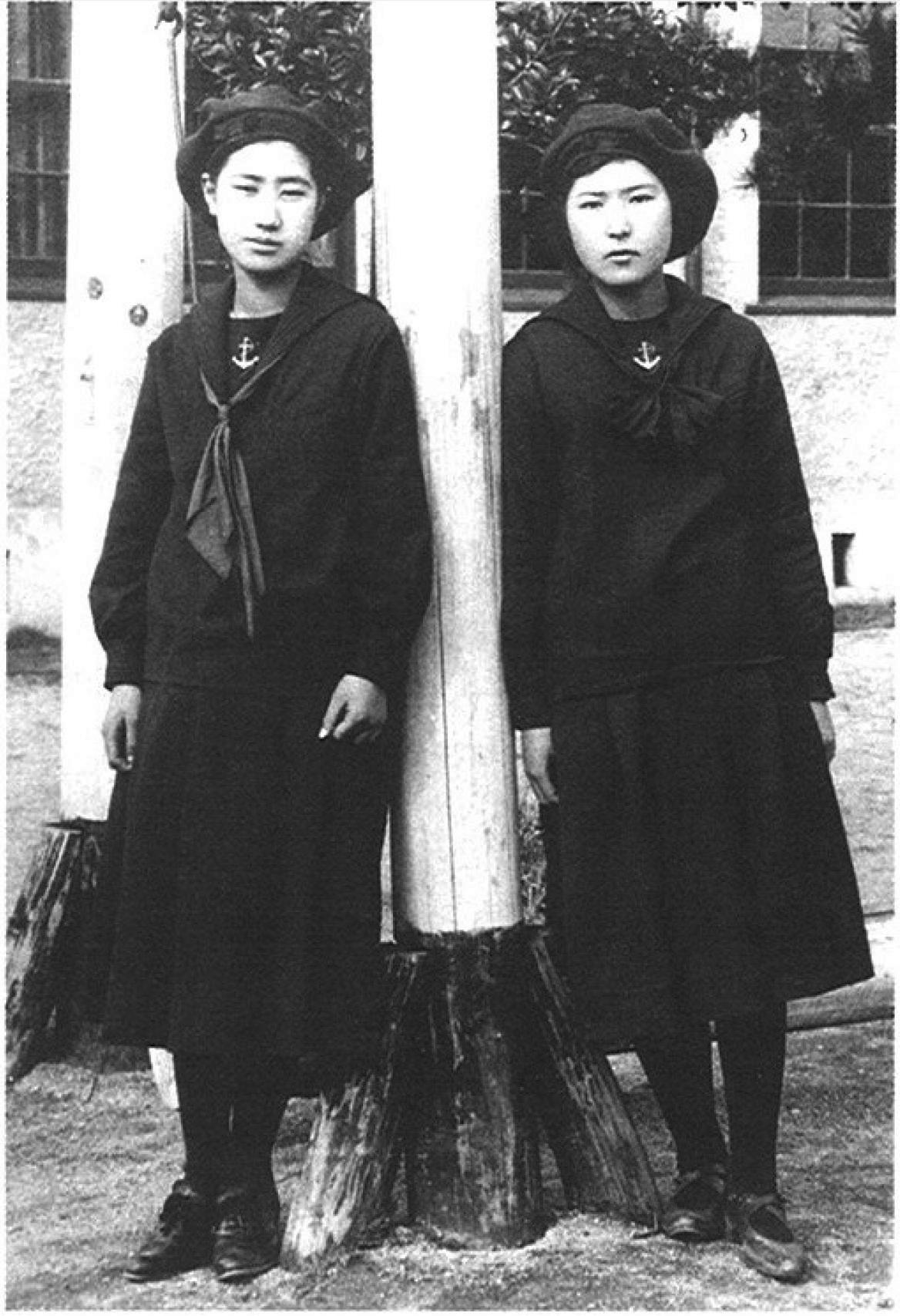
1920年代の福岡女学校（現在の福岡女学院中学校・高等学校）の生徒。この学校はセーラー服を制服に採用した最初期の学校の一つである。
福岡女学校は1885年に設立されたキリスト教系の学校で、1918年に「高等女学校同等」の指定は受けたが、学校制度上の「高等女学校」にはならず、「福岡女学校」の名称のまま学制改革を迎えた。

女学校（じょがっこう）とは、第二次世界大戦以前の日本において、女子教育を施すための学校を指す名称である。明治時代初期には女子の就学する学校全般を指したが、学校教育制度が整備されると、女子中等教育機関を指して用いられるようになった。
法制上は「女学校」という学校種別はない。国語辞典の語釈では、中等教育機関の中でもとくに高等女学校（1899年公布の高等女学校令による認可を受けた学校）を意味すると説明される場合もある。ただし高等女学校（およびそれと同等とされた学校）のみが「女学校」と称したわけではなく、裁縫などの技能を中心に教える学校（裁縫女学校・技芸女学校など）や、夜学形態の学校（夜間女学校）など、実業学校・青年学校・各種学校に分類されるさまざまな女子学校が「女学校」を称した。
本項では「女学校」という名称を称した学校について概略的に述べる。学校制度については「高等女学校」「実業学校」等の項目を、女性に対する教育全般については「女子教育」等の項目を、それぞれ参照されたい。

## 前史
「女学校」という名称は江戸時代にも存在したが、「女子の就学する学校」を意味するものであった。
江戸時代には、女性が「学」と呼ばれるような文字を介した知識・技術体系を、「学校」で学ぶことは少なかった。石川謙『日本庶民教育史』によれば寺子屋に通う女子の割合は男子100に対して8といい、庶民層は（商業先進地で識字に対する欲求が高いといった地域差はあるものの）、家庭や地域社会での共同作業の中から生活に必要な知識・技術を身につけていったとされる。武家の女性は漢籍を読み和歌を詠むといった一定水準の教養を身につけたが、重視されたのは封建的な「婦徳」であり、家庭教育の比重が大きかったとされる。
天保8年（1837年）、幕臣で増上寺寺領の代官であった奥村喜三郎は『女学校発起之趣意書』を増上寺領内の村に配布し、「女学校」の設立を訴えた。また吉田松陰は、女子教育に関心を示す中で「女学校」の設立を提案している。
明治維新期には、藩立学校（藩校）として「女学校」を設置したり、その計画を立てた藩もあった。たとえば松江藩には明治4年の時点で、士族出身の7歳から13歳までの女子を対象に「女学校」4校を設立する計画があった（なお平民は「教導所」で男女の別を厳しくして教育するとした）。出石藩は士族のための「女学上校」と平民のための「女学下校」を設け、ともに読み書き・紡績（「うみ紡ぎ」）・調理（「にたき」）・琴の弾き方を教えた（女学上校ではピストルの撃ち方も教授したという）。岩国藩は女子教育は男子教育と同様であるべきとしつつ暫定的な措置として「女学校」を設け、身分に関係なく7歳から12歳までを就学させた。福山藩は藩校誠之館支校として「女学校」を設置した。こうした諸藩の「女学校」は、廃藩置県によって改組あるいは廃止されることとなった。

## 歴史

### 中等教育機関相当の「女学校」の登場

#### 官立女学校
文部省は旧暦明治4年12月（西暦1872年1月）、東京に官立の「女学校」を開設することを布達した。入学資格は7歳以上15歳までの女子とされ、当初は中等教育機関を設置するという意識はまだなかったと考えられる。この学校は明治5年2月に開設され、11月に「東京女学校」と名称を改めるが、新暦1873年（明治6年）の文部省第一年報によれば、修業年限を6年とし、学科内容も相当に高い水準となっており、中等教育機関への志向が強くなっている。将来的に中等教育機関にする計画があったとみられ、1875年（明治8年）制定の教則では、小学校を卒業した14歳以上17歳以下の女子であることを入学資格とした。東京女学校は1877年（明治10年）2月に廃校となる（西南戦争による財政難のためとされる）。しかし、東京女学校は女子の中等教育に対する明確な方針のなかった時期に「女子学校の模範」となった。
このほか、明治5年9月19日に、開拓使が芝増上寺境内に設けた「開拓使仮学校」内に「開拓使女学校」を設立。この学校は1875年（明治8年）8月、仮学校（札幌農学校と改称）とともに北海道札幌に移転して「札幌女学校」となったが、1876年（明治9年）5月に廃校となった。

#### 公立女学校

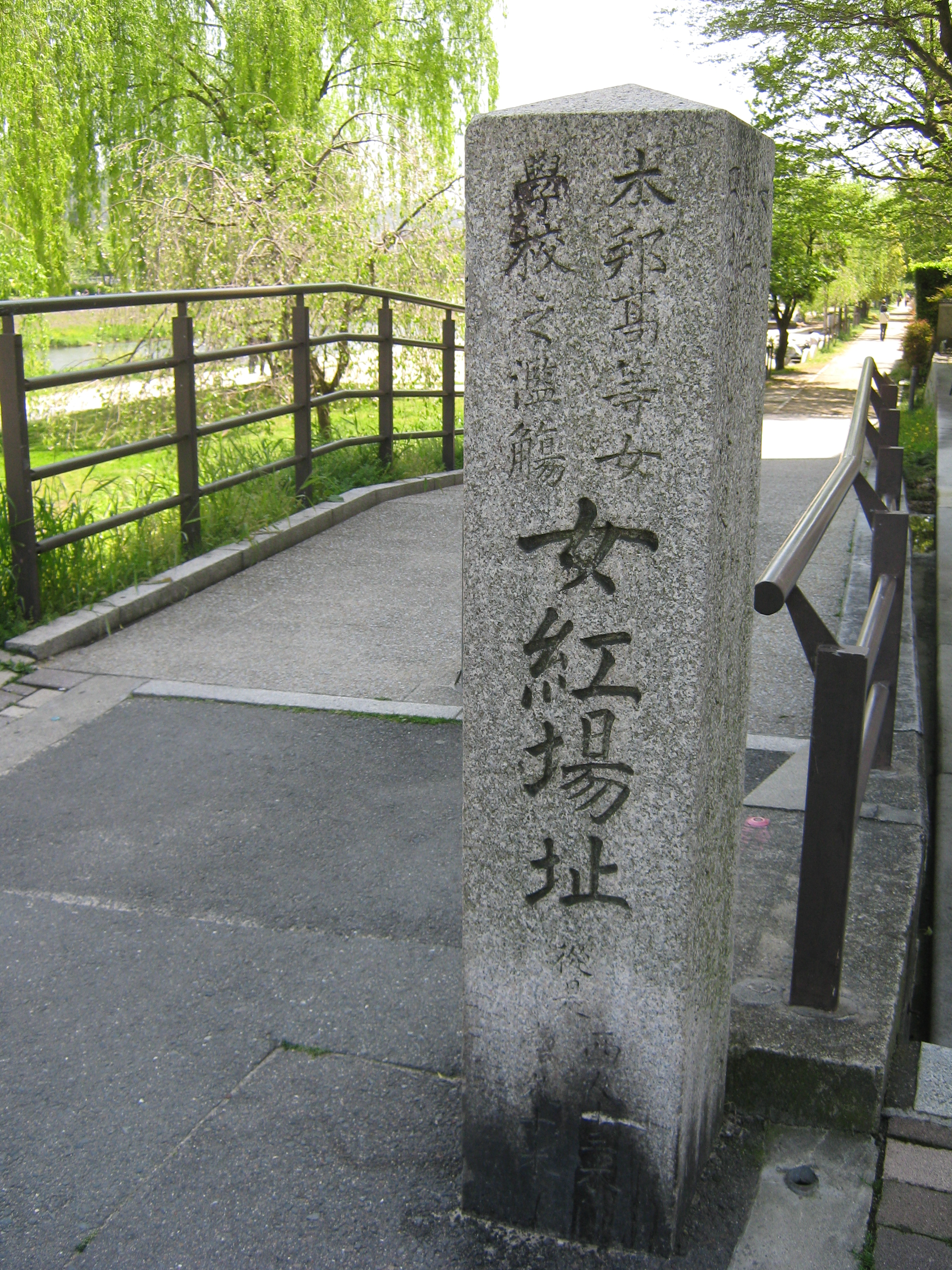
女紅場址（京都市上京区）。「本邦高等女学校之濫觴」の文字が刻まれている

京都府は明治5年4月、京都市に「新英学校および女紅場」を開設した。イギリス人教師によって英語と「女紅」（裁縫や手芸など）を教える学校であった。なお「女紅場」という名称はこれ以後「女紅」教育を中心とする多様な女子学校に用いられることになる（当時の「女学校」の多様な用法と同様である）。これ以後「新英学校および女紅場」は「英女学校」「女学校」を経て「京都府女学校」と改称し、のちに京都府立京都第一高等女学校（現在の京都府立鴨沂高等学校の前身）となった。「日本初の公立女学校」ともされる。
栃木県は1875年（明治8年）に「栃木県立女学校」を設立し、県立の女子教育機関が「女学校」を称した早い事例とされる。この学校は「栃木模範女学校」「栃木県第一中学校女子部」などと改称・改組し、のちに栃木県立宇都宮第一高等女学校（現在の栃木県立宇都宮女子高等学校の前身）となった。

#### 私立女学校
明治初期、官公立学校では十分に進まなかった女子中等教育を担ったのが、私立学校であった。私立女学校の多くは私塾的な形態をとり、規模も小さなものが多かった。
私立女学校の担い手の一つがキリスト教主義の学校である。横浜でヘボンが開いた「ヘボン塾」の女子生徒を1870年にメアリー・キダーが引き受けた「フェリス女学院」（現在のフェリス女学院中学校・高等学校の前身）や、1871年設立の「アメリカン・ミッション・ホーム」（横浜共立学園：横浜共立学園中学校・高等学校の前身）、東京では1870年にジュリア・カロザースが築地居留地に開いた「A六番女学校」（現在の女子学院中学校・高等学校の前身の一つ）などが早い事例である。
キリスト教主義以外で女子生徒に英学を教える学校ないしは私塾（女子英学校）は、斎藤実尭が開いた「芳英女塾」（1871年、「芳英社」「斎藤女学校」とも）、星野康斉が開いた「水交女塾」（1872年）などが初期事例とされる。
英学系統以外では、1875年に跡見花蹊が開設した私立跡見学校（跡見学園中学校・高等学校、跡見学園女子大学の前身）が初期のものとして挙げられ、婦人の伝統的教養を目標として和歌・書道・絵画などを授けた。芳英女塾などが小規模であった（私塾ともされる）のに対し、跡見学校は規模も大きく、また長く存続することになった。

### 「女学校」の制度化

#### 高等女学校の登場と制度化
学校教育制度は明治10年代に整備されていった。
1879年（明治12年）公布の教育令は「凡学校ニ於テハ男女教場ヲ同クスルヲ得ス 但小学校ニ於テハ男女教場ヲ同クスルモ妨ケナシ」（第42条）と定め、中等教育以上では男女別学を原則と定めた。これにより、女子の中学校への入学は認められなくなり、女子が中等教育を受けられるのは女学校のみとなった。小学校を卒業した女子が次第に増えて上級学校への進学の希望を持つようになると、「女学校」は中等教育機関相当の学校として位置づけられていった。
1882年（明治15年）、東京女子師範学校附属高等女学校が設立され（お茶の水女子大学附属中学校・お茶の水女子大学附属高等学校の前身）、女子中等機関のモデルとなった。
1891年（明治24年）の中学校令改正において、女子中等教育の規程が設けられ、尋常中学校の一種として「高等女学校」という名称が初めて用いられた。1895年（明治28年）には高等女学校規程が定められ、学科目や修業年限・入学資格などが規定された。なお、「本令ニ依ラサル学校ハ高等女学校ト称スルコトヲ得ス」とされた。
1899年（明治32年）4月には、高等女学校に関する独立した学校令として高等女学校令が公布された。北海道及び府県に高等女学校の設立を義務付けるとともに、私人による高等女学校の設置（私立高等女学校）も認めた。
一方、1899年（明治32年）8月3日には文部省訓令第12号によって宗教教育の禁止が打ち出された。宗教教育を行う場合は各種学校扱いとなり、上級学校への接続が困難になることを意味していたため、女子中等教育の大きな担い手であったキリスト教系をはじめとする宗教系学校に大きな波紋をもたらした（私立学校令参照）。高等女学校の認可を求めない選択をする学校もあったため、中等教育を行う女学校がすべて「高等女学校」となったわけではない。
1906年（明治36年）、専門学校令（高等専門教育を授ける専門学校を規定）と同時に専門学校入学者検定規程が制定された。「高等女学校」としての認可を受けない学校であっても、文部大臣が「高等女学校同等」の学校と指定すれば、その学校の卒業が専門学校入学資格として認められる制度があった（専門学校入学者検定規程ニ依ル指定学校）。ただしこれも高等女学校令の教育課程に準じるカリキュラムを設ける必要があり、対応は分かれた。

#### 女子の実科教育と制度化
女子に必要な技能とされた家事・裁縫などを中心とする教育（実科教育）は、日本の女性教育の中で大きな位置を占めていた（女紅場も参照）。
学校制度が整備されると、小学校専修科として裁縫などを教えたり、小学校付設の裁縫学校や実業補習学校が開設されたりした。これらは小学校令によって「小学校ニ類スル各種学校」と位置付けられた（1899年には実業学校令により実業補習学校は実業学校の一種とされ、中等教育機関相当と位置付けられた）。1900年（明治33年）の小学校令改正によって小学校専修科が廃止されると、小学校専修科として裁縫などを教えていた機関は典拠法令を失って小学校附設の各種学校に位置づけられた。これらの学校の中には、教育法令により制度化されている学校（実業補習学校、徒弟学校、実業学校）に移行するものもあらわれた。これら実科教育を行う学校の教育内容は多様であったが、普通教育を中心とする中等教育機関を想定した高等女学校令との隔たりは大きかった。
日露戦争後、実科教育を施す女子学校が増加したため、1910年（明治43年）には高等女学校令が改正され、実科教育に関する規定が加えられた。実科のみを置く高等女学校も認められ、「実科高等女学校」と称することが義務付けられた。

#### 大正後期の女子教育の拡大
1920年（大正9年）の高等女学校令改正では、教育目的に「国民道徳ノ養成」「婦徳ノ涵養」といった文言が含まれた一方、設置主体の拡張（市町村学校組合も設置可能とした）、修業年限の拡大（従来の4年制に代わり5年制を基本とし、4年制・3年制の存置も認める）、従来の専攻科に加えて高等科（高等普通教育の実施）の設置などを規定した。1917年（大正6年）から1936年（昭和11年）にかけて、高等女学校（実科高等女学校を含む）の学校数は395校から985校に増加（2.49倍）、生徒数は3.93倍となった。とくに、大正時代後半には大きな増加がみられた。
また、1920年（大正9年）には実業補習学校規程の改正も行われ、女子に関する規程も設けられた。

### 1930年代以降の制度改編
実業補習学校は、1935年（昭和10年）公布の青年学校令により、青年訓練所と統合されて青年学校となった。
戦時体制下の1937年（昭和12年）から1943年（昭和18年）にかけて、高等女学校は996校から1299校へと大幅に増えた。
第二次世界大戦中の1943年（昭和18年）、中等学校令が公布された。これにより、従来の高等女学校令・実業学校令が廃止され、高等女学校と実業学校は中等学校（旧制）として同一の制度の下に置かれた（高等女学校規程・実業学校規程が公布された）。中等学校の修業年限は4年が基本となり、高等女学校と実業学校の間の転校や、夜間高等女学校に関する規程も設けられた。また、「実科高等女学校」の名称は廃止され「高等女学校」に名称を改めた。ただし、戦局の悪化の中で、勤労動員や卒業の繰り上げが行われるなど、戦時教育体制が強化されていくことになる。

## おもな学校一覧

### 名称に「女学校」を含む現存の教育機関
2020年代現在も「女学校」を名称に含む教育機関には以下がある。
- 香蘭女学校中等科・高等科
- 捜真女学校中学部・高等学部

### 高等女学校令施行（1895年）以前の「女学校」
高等女学校令施行（1895年）以前に「女学校」を称した学校を掲げる。以下も参照。
- 旧制中等教育学校の一覧
- 高等女学校一覧

校名変遷についてはすべてを記載していない。

#### 官公立の「女学校」
- 東京女学校（1871年、通称「竹橋女学校」） ⇒ （1877年：閉校）⇒ 東京女子師範学校附属高等女学校（1882年）
- 開拓使女学校（1872年） ⇒ 札幌女学校（1876年） ⇒ （1877年：閉校）
- 新英学校及女紅場（1872年）⇒英女学校及女紅場（1874年）⇒女学校及女紅場（1876年）⇒京都府女学校（1882年）… 京都府立鴨沂高等学校の前身
- 栃木県立女学校（1875年） … 栃木県立宇都宮女子高等学校の前身
- 大阪師範学校附属裁縫場（1882年） ⇒ 大阪府女学校（1886年） … 大阪府立大手前高等学校の前身
- 華族女学校（1885年）… 学習院女子中・高等科および学習院女子大学の前身
- 高知県尋常中学校女子部（1887年）⇒ 高知県高等女学校（1893年）…高知県立高知丸の内高等学校の前身
- 福井県尋常中学校女子部（1889年）⇒ 福井県高等女学校（1892年） … 福井県立藤島高等学校の前身のひとつ
- 和歌山市立和歌山高等女学校（1891年）…和歌山県立桐蔭中学校・高等学校の前身のひとつ

#### キリスト教系の「女学校」
- ヘボン施療所キダー塾（1870年）⇒ フェリス女学校 … フェリス女学院中学校・高等学校・大学の前身（学校法人フェリス女学院参照）
- A六番女学校（1870年、「長老派女学校」） ⇒　原女学校（1876年） ⇒（1878年：新栄女学校と合併） …　女子学院中学校・高等学校の前身のひとつ
- B六番女学校 ⇒ 新栄女学校 …　女子学院中学校・高等学校の前身のひとつ
- アメリカン・ミッション・ホーム（1871年）⇒ 共立女学校（1875年） … 横浜共立学園中学校・高等学校の前身
- スタージェス・セミナリー（1872年）⇒ 梅香崎女学校（1887年） … 梅光学院中学校・高等学校の前身のひとつ（学校法人梅光学院参照）
- 女子小学校（1874年） ⇒ 海岸女学校（1877年） ⇒ 東京英和女学校（1888年） … 青山学院中等部・高等部・大学の前身のひとつ（学校法人青山学院参照）
- 日々学校（1874年） ⇒ 遺愛女学校（1885年） … 遺愛女子中学校・高等学校の前身
- 桜井女学校（1876年） ⇒ （1890年：新栄女学校と合併） …　女子学院中学校・高等学校の前身のひとつ
- エディ女学院（1875年） ⇒ 照暗女学校（1880年） … 平安女学院中学校・高等学校・大学の前身（学校法人平安女学院参照）
- 駿台英和女学校（1875年） ⇒ （1921年：閉校）
- 女学校（1875年、通称「神戸ホーム」） ⇒ 神戸英和女学校（1879年） … 神戸女学院中学部・高等学部および神戸女学院大学の前身
- 同志社女子部（1876年） ⇒ 同志社女学校（1877年）  … 同志社女子中学校・高等学校および同志社女子大学の前身（学校法人同志社参照）
- 立教女学校（1877年）… 立教女学院中学校・高等学校の前身（学校法人立教女学院参照）
- 梅花女学校（1878年）… 梅花中学校・高等学校・女子大学の前身（学校法人梅花学園参照）
- 永生女学校（1879年） ⇒ プール女学校（1890年）… プール学院中学校・高等学校・短期大学（学校法人プール学院参照）
- ガールズ・トレーニング・ホーム（1879年） ⇒ 長崎女学校（1892年） ⇒ （1906年：プール女学校と合併）
- 光塩学校（1879年） ⇒ 山口英和女学校（1891年）⇒ 光城女学院（1892年） … 梅光学院中学校・高等学校の前身のひとつ（学校法人梅光学院参照）
- 活水女学校（1879年）… 活水中学校・高等学校・女子大学の前身
- 東洋英和女学校（1884年）… 東洋英和女学院中学部・高等部の前身（学校法人東洋英和女学院参照）
- ウヰルミナ女学校（1884年）… 大阪女学院中学校・高等学校・大学の前身（学校法人大阪女学院参照）
- 信愛女学校（1884年）… 大阪信愛学院中学校・高等学校の前身（学校法人大阪信愛女学院参照）
- 明治女学校（1885年） ⇒ （1909年：閉校）
- 頌栄女学校（1885年）…頌栄女子学院中学校・高等学校の前身
- 金沢女学校（1885年）…北陸学院中学校・高等学校・大学の前身（学校法人北陸学院参照）
- 聖保禄女学校（1886年）…函館白百合学園中学校・高等学校の前身（学校法人白百合学園参照）
- 前橋英学校（1886年） ⇒ 前橋英和女学校（1888年）⇒上毛共愛女学校（1889年）…共愛学園中学校・高等学校の前身（学校法人共愛学園参照）
- 来徳女学校（1886年） ⇒ 弘前遺愛女学校（1887年） ⇒ 弘前女学校（1889年）…弘前学院聖愛中学高等学校の前身
- 岡山女学校（1886年）⇒ 玫瑰女学校（1889年）…清心中学校・清心女子高等学校の前身
- 広島女学会（1886年）⇒ 広島英和女学校（1887年） ⇒ 広島女学校（1896年） … 広島女学院中学校・高等学校の前身
- 宮城女学校（1886年）… 宮城学院中学校・高等学校・女子大学の前身（学校法人宮城学院を参照）
- 英和女学校（1886年） ⇒ 捜真女学校（1892年）… 捜真女学校中学部・高等学部の前身
- 山陽英和女学校（1886年） ⇒ 山陽女学校（1890年） … 山陽学園中学校・高等学校の前身
- スミス女学校（1887年） ⇒ 北星女学校（1894年） … 北星学園女子中学高等学校の前身（学校法人北星学園参照）
- フレンド女学校（1887年） ⇒ 普連土女学校（1889年） … 普連土学園中学校・高等学校の前身
- 広陵女学校（1887年）⇒ （1890年：光塩学校と合併） … 梅光学院中学校・高等学校の前身のひとつ
- 熊本女学会（1887年）⇒ 熊本女学校（1889年） … 熊本フェイス学院高等学校の前身（開新高等学校に吸収）
- 香蘭女学校（1888年） … 香蘭女学校中等科・高等科の前身
- ランバス記念伝道女学校（1888年） … 聖和大学の前身の一つ
- 女子専門冀望館（1889年） ⇒ 金城女学校（1890年）… 金城学院中学校・高等学校・大学の前身
- 大阪一致女学校（1889年） ⇒ 浪華女学校（1892年） ⇒（1904年：ウヰルミナ女学校と合併）
- 私立盛岡女学校（1892年） … 盛岡白百合学園中学校・高等学校の前身
- 松蔭女学校（1892年）… 松蔭中学校・高等学校および神戸松蔭大学の前身
- 日の本女学校（1893年）… 日ノ本学園高等学校の前身（学校法人日ノ本学園参照）
- 奈良育英学校（1906年） ⇒ 育英女学校（1916年） … 奈良育英中学校・高等学校、育英西中学校・高等学校の前身[25]

#### キリスト教系以外の私立「女学校」
- 船木女児小学（1871年） ⇒ 徳基学舎 ⇒ 徳基高等女学校（1884年） … 山口県立厚狭高等学校の前身のひとつ
- 跡見学校（1875年） ⇒ 跡見女学校 … 跡見学園中学校・高等学校・女子大学の前身（学校法人跡見学園参照）
- 和洋裁縫伝習所（1881年） ⇒ 東京裁縫女学校（1892年）… 東京家政大学および附属女子中学校・高等学校の前身
- 高梁向町縫製所（1881年） ⇒ 順正女学校（1885年） … 順正高等女学校を経て、系譜を継ぐとされる学校が複数ある
- 私立大阪女学校（1882年）… 大阪府立大手前高等学校の前身のひとつとされる[26]
- 私立淡海女学校（1887年）… 滋賀県立彦根西高等学校を経て滋賀県立彦根翔西館高等学校の前身のひとつ
- 私立山口女学校（1887年）… 山口県立山口高等女学校を経由して山口県立山口中央高等学校の前身とされる
- 親和女学校（1887年）… 親和中学校・親和女子高等学校および神戸親和女子大学の前身
- 相愛女学校（1888年）… 相愛中学校・高等学校および相愛大学の前身（学校法人相愛学園参照）
- 六和女学校（1888年）… 函館大谷高等学校の前身
- 私立鳥取高等女学校（1888年）…鳥取県立鳥取西高等学校の前身のひとつ
- 済々黌附属女学校（1888年）⇒ 尚絅女学校（1891年）… 尚絅中学校・高等学校の前身
- 神田高等女学校（1890年）…神田女学園中学校・高等学校の前身
- 進徳女学校（1891年） ⇒ 香川県高等女学校（1893年）[27] … 香川県立高松高等学校の前身のひとつ
- 私立愛媛県高等女学校（1891年）…愛媛県立松山南高等学校の前身のひとつ
- 淑徳女学校（1892年）… 淑徳大学短期大学部の前身（学校法人大乗淑徳学園参照）
- 私立会津女学校（1893年） … 福島県立葵高等学校の前身